# Lillback Per Olsson
Lillback Per Olsson, född 9 januari 1886 Arbrå församling, Gävleborgs län, död 2 januari 1969 i Alfta församling, Gävleborgs län, var spelman från Galven, en by i Hälsingland. Han var son till Lillback Olof Olsson, bror till Lillback Anders Olsson och tillhörde samma krets som Olles Jonke. 

## Biografi
Lillback Per Olsson representerar en tradition av Arbrå- och Voxnadalslåtar som nu förvaltas av bland andra Ulf Störling och Vänster-Olle Olsson (son till Olles Jonke). Han blev som gammal inspelad och finns på skivan Fiddle Tunes from Hälsingland (Hurv). Olsson började att spela på äldre dagar, men pelstilen var ålderdomlig och typisk för Galven. Brodern Anders var mer virtuos och påverkad av konstmusik då han gick i fiollära.